# San Juan del Río, Santiago Choápam
San Juan del Río är en ort i Mexiko.   Den ligger i kommunen Santiago Choápam och delstaten Oaxaca, i den sydöstra delen av landet, 400 km sydost om huvudstaden Mexico City. San Juan del Río ligger 158 meter över havet och antalet invånare är 1 177.
Terrängen runt San Juan del Río är kuperad västerut, men österut är den platt. Runt San Juan del Río är det glesbefolkat, med 12 invånare per kvadratkilometer. Närmaste större samhälle är Ignacio Zaragoza, 14,9 km väster om San Juan del Río. I omgivningarna runt San Juan del Río växer huvudsakligen savannskog.